# Salomonensalangane
Die Salomonensalangane (Aerodramus orientalis, Synonym: Collocalia orientalis) ist eine wenig erforschte Vogelart aus der Familie der Segler. Neben der Nominatform Aerodramus orientalis orientalis wird die Unterart Aerodramus orientalis leletensis unterschieden. Trotz des Namens ist die Art in ihrer Verbreitung nicht ausschließlich auf die Salomon-Inseln beschränkt.

## Merkmale
Die Salomonensalagane erreicht eine Körperlänge von 13 bis 14 cm. Sie hat einen verhältnismäßig kurzen, flach gegabelten Schwanz. Die Oberseite ist schwarz. Der breite Bürzel ist hellgrau. An den Zügeln und über dem Auge sind helle Fransen. Die Unterseite ist einheitlich rußbraun. Die Unterart Aerodramus orientalis leletensis hat eine glänzend blauschwarze Oberseite, ein etwas dunkleres und schmaleres Bürzelband und unbefiederte Tarsen. Es ist nicht bekannt, ob die Art zur Echoortung fähig ist, wie andere Salanganenarten.

## Systematik
Die Salomonensalangane wurde 1935 von Ernst Mayr als Collocalia orientalis beschrieben. Sie wird manchmal als eng verwandt mit der Nacktfußsalangane (Aerodramus nuditarsus) angesehen oder galt zeitweise als Unterart der Philippinensalangane (Aerodramus whiteheadi). Ein Exemplar von der Insel Bougainville, das von der Größe her zwischen der Nominatform und der Unterart Aerodramus orientalis leletensis liegt, wurde vorläufig als Vertreter der Salomonensalangane angesehen, obwohl einige Details des Gefieders ziemlich unterschiedlich sind. Eine Studie aus dem Jahr 2018 kam zu dem Ergebnis, dass beide Unterarten der Salomonensalangane konspezifisch mit der Einfarbsalangane (Aerodramus vanikorensis) von der Insel Vanikoro sind.

## Unterarten und ihre Verbreitung
- Die Nominatform Aerodramus orientalis orientalis kommt auf Guadalcanal in den südöstlichen Salomonen vor.
- Die Unterart Aerodramus orientalis leletensis lebt auf Neuirland im östlichen Bismarck-Archipel.

## Lebensraum und Lebensweise
Die Salomonensalangane brütet in den Bergregionen. Über ihre Lebensraumansprüche und ihre Lebensweise ist nichts bekannt.

## Status
Die IUCN klassifiziert die Salomonensalangane in Kategorie „unzureichende Datenlage“ (data deficient). Von ihr wurden bisher nur drei Exemplare gesammelt: je eines von Guadalcanal (1927), Neuirland (1963) und von Bougainville (1979). Es gibt keine Feldaufzeichnungen außer einer Reihe von (unbestätigten) Sichtungen. Nicht identifizierte große Salanganen wurden 1980 auf Neubritannien, 1987 auf New Georgia sowie 1997, 1999 und 2007 auf Neuirland beobachtet, wobei es sich möglicherweise um diese Art handelt.